# 勞德之家
《勞德之家》（英語：The Loud House），是由动画师和漫画插画师克里斯·萨维诺（Chris Savino）为尼克兒童頻道（Nickelodeon）创作的美国动画电视剧。此劇描述一位名叫林肯·勞德（Lincoln Loud）的男孩和他的十個姊妹在大家庭的日常生活，林肯是個11歲（第五季12歲）也是大家庭中排行第六的唯一男孩，他跟他的十個姊妹們與雙親一起生活，林肯每當發生事情或大小的麻煩總會想出一套計畫解決問題，雖然過程中總是會搞砸，但他很快就了解到大家要彼此互相合作化解問題。勞德家族住在密歇根州东南部的一个虚构城镇，叫做“皇家树林”（Royal Woods），这个名称来源于克里斯·萨维诺的家乡皇家橡（ Royal Oak）。該節目的試播集於2013年的兩分鐘短片發布至尼克動畫短片計劃（Nickelodeon Animated Shorts Program）。第五季於2020年5月7日續簽，於2020年9月11日首播。目前已確定製作第八季。

## 地點
故事场景设定在一座称为皇家树林（Royal Woods）城市。
- 皇家树林（Royal Woods）

本劇的背景城市。
- 勞德家（Loud House）

勞德一家的居住地，也是故事情節主要發生的地點。
- 皇家树林小学（Royal Woods Elementary School）

这裡是林肯和他的姐妹們露西、拉娜、萝拉和克莱德為首的好友們第一季至第四季就讀的学校。
- 皇家樹林中學（Royal Woods Junior high School）

第五季開頭“Schooled!”，林肯和克莱德升學至本中學，從第五季起就讀的学校。

## 評價
勞德之家受到了正面的评论，特别是其动画、表演、表征和每集的核心主题。艾米莉·阿什比（Emily Ashby）赞扬了演出者，写道：“孩子们将来到大声大笑的笑声，但是他们将返回合唱团，以及令人惊奇的温暖主题，主宰每一个故事。”凯文·约翰逊俱乐部给了表演一个B +，指出“女性角色是由他们的特质定义，但从来没有为他们判断。
霍华德和哈罗德·麦克布莱德的角色已经获得了对已婚同性伴侣的积极代表的好评。他们是第一个结婚的同性恋夫妇被列入一个尼克。名利场的劳拉·布拉德利（Laura Bradley）表示，“大楼”以正确的方式处理[同性婚姻]的主题...这种在儿童节目中的休闲表现是一个里程碑。 Teen Vogue的“伊丽莎白”（Ed Elizabeth）写道：“最棒的部分是该节目不会对这些角色进行任何不同的处理，甚至将他们的婚姻状况称为重星。 Frisky的Tai Gooden提到，“有两个爸爸（或妈妈）的孩子们将比在电视上看到一个可以识别的家庭更加激动。”时间报道说“人们对Nickelodeon的决定感到兴奋”，包括一对同性恋夫妇。然而，这些人物受到保守媒体群体的批评。美国家庭协会反对以McBride父母为特色的场景，并试图将剧本编辑为无效，并表示“Nickelodeon应该坚持娱乐而不是推动议程”。肯尼亚电影分类委员会还呼吁暂停付费电视服务提供商DStv的演出，并表示动画系列“促进女同性恋，同性恋者和变性者议程”。

## 外部連結
- 官方推特 （页面存档备份，存于）
- 官方Instagram （页面存档备份，存于）
- 互联网电影数据库（IMDb）上《勞德之家》的资料（英文）
- 大卡通上《勞德之家》的資料